# Creagra aliena
Creagra aliena är en fjärilsart som beskrevs av Hans Daniel Johan Wallengren 1860. Creagra aliena ingår i släktet Creagra och familjen tofsspinnare. Inga underarter finns listade i Catalogue of Life.